# Георги Тодоров (хирург)
Вижте пояснителната страница за други личности с името Георги Тодоров.
Георги Тодоров Тодоров е български хирург и университетски преподавател, професор.

## Биография
През 1979 г. завършва медицина в Медицинска академия – София, а през 1986 г. придобива специалност по хирургия. От 1985 г. работи в Клиниката по хирургия „Проф. д-р Александър Станишев“ към УМБАЛ „Александровска“, която ръководи от 2012 г. През 2008 г. е хабилитиран за доцент, а през 2013 г. за професор към Катедрата по хирургия към Медицински факултет на Медицински университет – София. Специализира в Германия, Нидерландия, САЩ, Гърция и Швеция. Дисертационният му труд е на тема „Мястото на ретроперитонеалната ендоскопска адреналектомия в хирургичното лечение на надбъбречната патология“.
Въвежда редица съвременни техники като ретроперитонеалната ендоскопска адреналектомия при деца и възрастни, лапароскопска спленектомия, лапароскопска дебелочревна хирургия, лапароскопско лечение на хиатални хернии, бариатрична хирургия, минимално инвазивна тиреоидна хирургия.
Заместник-председател е на Секцията по миниинвазивна хирургия на Българското хирургическо дружество, член е на Българския лекарски съюз, Европейската асоциация по ендоскопска хирургия, Международния колеж по хирургия, почетен член на Сръбското дружество на ендоскопските хирурзи.
През 2020 г. е удостоен с орден „Стара планина“ I степен „за изключително големите му заслуги за развитието на медицинското образование, наука и практика в Република България“.